# Remains of a Ruined, Dead, Cursed Soul
Albums de Mütiilation
Vampires of Black Imperial Blood
(1995) Black Millenium (Grimly Reborn)
(2001)
Remains of a Ruined, Dead, Cursed Soul est le second album du groupe de black metal français Mütiilation. Il fut publié, au format CD limité à 1000 exemplaires, en 1999 par le label français Drakkar Productions. 

## L'album
Les titres 1 à 5 regroupent des enregistrements inédits de 1993 qui auraient dû figurer sur le premier album avorté du groupe Evil, the Gestalt of Abomination, prévu chez le label colombien Warmaster Records. Les titres 6 et 7 sont des enregistrements inédits de 1996.
Les critiques relèvent dans cet album un aspect dramatique et émotionnel, le rapprochant des groupes norvégiens Burzum (pour le chant) et de Darkthrone (pour la percussion). L'album est décrit comme «un disque cinglé», et comparé à «un miroir qui explose sous la violence d’un cri de souffrance».

## Historique
L'album fut réédité en 2001 au format CD limité à 500 exemplaires par Drakkar Productions Vinland, la filiale américaine du label précité. En 2002, l'album a bénéficié d'une réédition en vinyle limitée à 400 exemplaires numérotés à la main. Les 60 premières copies étaient tachées de sang de porc.
L'album sera réimprimé au format CD par le label australien Dark Adversary en 2010.
Une nouvelle réédition a lieu en 2017 chez Drakkar, au format CD, LP et cassette.
En 2019, le label Osmose Productions sort une réédition CD et vinyle.

## Titres
| No | Titre                                 | Durée |
| -- | ------------------------------------- | ----- |
| 1. | Suffer the Gestalt                    | 3:28  |
| 2. | To the Memory of the Dark Countess    | 6:33  |
| 3. | Possessed and Immortal                | 7:26  |
| 4. | Through the Funeral Maelstrom of Evil | 8:39  |
| 5. | Travels to Sadness, Hate & Depression | 7:54  |
| 6. | The Fear That Freeze                  | 3:50  |
| 7. | Holocaust in Mourning Dawn            | 5:15  |